# Francis Xavier Ahn Myong-ok
Francis Xavier Ahn Myong-ok (coreano 안명옥, nascido em 7 de dezembro de 1945 em Masan, Coreia do Sul) é um clérigo sul-coreano e bispo católico romano emérito de Masan.
Francis Xavier Ahn Myong-ok recebeu o sacramento da ordenação em 2 de fevereiro de 1975.
Em 23 de outubro de 2000, o Papa João Paulo II nomeou-o bispo coadjutor de Masan. O arcebispo emérito de Seul, cardeal Stephen Kim Sou-hwan, ordenou-o bispo em 8 de janeiro de 2001; Os co-consagradores foram o Bispo de Masan, Michael Pak Jeong-il, e o Bispo de Pusan, Augustine Cheong Myong-jo. 
Em 11 de novembro de 2002, Francis Xavier Ahn Myong-ok tornou-se bispo de Masan, sucedendo Michael Pak Jeong-il, que renunciou por motivos de idade.
Em 19 de abril de 2016, o Papa Francisco aceitou a sua renúncia antecipada.